# Spoorlijn Jever - Harle
De spoorlijn Jever - Harle was een Duitse spoorlijn en als 1541 onder beheer van DB Netze.

## Geschiedenis
De voormalige spoorwegonderneming Jever-Carolinensieler Eisenbahngesellschaft (J.C.E.G.) opende op 1 september 1888 het traject Jever - Carolinensiel en verbond het station Jever met de havenplaats Carolinensiel met overstapmogelijkheden op de veerboot naar Wangerooge. Op 1 juli 1890 werd de lijn verlengd naar de haven van Harlesiel. De dienstregeling op deze spoorlijn was grotendeels afgestemd op de afvaart- en aankomsttijden van deze veerboten, en was dus niet regelmatig, maar, evenals de dienstregeling van de boot, van het getij afhankelijk.
De Großherzoglich Oldenburgische Eisenbahn nam op 6 april 1897 (met terugwerkende kracht vanaf 1 januari 1897) de J.C.E.G. over. Hierdoor kwam dit deel in handen van de staat. In 1920 werden de trajecten van de Großherzoglich Oldenburgische Eisenbahn in de nieuw opgerichte Deutsche Reichsbahn opgenomen.
Te Hohenkirchen was er een aansluiting op de militaire lijn (van de Duitse marine) naar Schillig. Deze bestond van 1915 tot 1949.
De afname van het vervoer en de noodzakelijke vernieuwing van de brug over het Tettenser Tief veroorzaakten de sluiting van de lijn. De laatste personentrein reed in 1988, de laatste goederentrein op 24 september 1989. De sporen werden verwijderd en tegenwoordig ligt er een fietspad op het voormalige spoortraject.